# El Hamadna
El Hamadna là một đô thị thuộc tỉnh Relizane, Algérie. Dân số thời điểm năm 2002 là 16.99 người.